# Капуто, Данте
Данте Марио Антонио Капуто (исп. Dante Mario Antonio Caputo; 25 ноября 1943, Буэнос-Айрес — 19 июня 2018) — аргентинский государственный деятель, дипломат, политолог.

## Образование и академическая деятельность
Данте Капуто родился в Буэнос-Айресе в семье эмигрантов из итальянской области Базиликата. Он окончил Университет дель Сальвадор в Буэнос-Айресе в 1966 году с дипломом политолога, затем получил диплом в Школе права и дипломатии Флетчера при Университете Тафта. С 1968 по 1972 год занимал различные должности в Организации американских государств, а в 1972 году получил степень доктора социологии в Парижском университете. В 1973 году возглавил Центр исследований государственной власти и управления в Институте Торкуато ди Телла.
В 1976 году основал Аргентинский центр социальных исследований. В 1981—1983 годах занимался издательской деятельностью.

## Политическая карьера
В период президентства Рауля Альфонсина (1983—1989) Капуто занимал пост министра иностранных дел Аргентины. В 1988 году председательствовал на 43-й сессии Генеральной Ассамблеи Организации Объединенных Наций.
После ухода с поста министра иностранных дел, Капуто избран членом Палаты депутатов, где был заместителем председателя Комитета по иностранным делам.
В 1992 году Капуто назначен специальным посланником ОАГ и ООН на Гаити. В 1993 году стал представителем Генерального секретаря ООН на Гаити.
Будучи членом партии Гражданский радикальный союз, Капуто участвовал в создании Фронта солидарной страны (ФРЕПАСО) перед всеобщими выборами в 1995 году. Позднее в этом же году присоединился к левоцентристской партии Новое пространство (Nuevo Espacio). С 1996 года он был вице-президентом коалиции ФРЕПАСО от Нового пространства. В 1997 году вновь избран депутатом. В 1998 году вступил в Народно-социалистическую партию, оставаясь вице-президентом ФРЕПАСО до 2000 года. В 1999 году участвовал в выборах кандидата от ФРЕПАСО для избрания на пост мэра Буэнос-Айреса, но проиграл Анибалю Ибарре, который выиграл выборы в 2000 году.
В 2000 году вошёл в правительство Фернандо де ла Руа, став министром науки, технологий и производственных инноваций. Ушёл в отставку в феврале 2001 года.
С июня 2001 года по сентябрь 2004 года руководил Региональным проектом по развитию демократии в Латинской Америке ПРООН.